# ティリンス
ティリンス（ティーリンス）（古代ギリシア語：Τίρυνς、現代ギリシャ語：Τίρυνθα、Tiryns）は、ギリシャのペロポネソス半島アルゴリス県にあるミケーネ文明の遺跡。ナフプリオの北に位置する。現代ギリシャ語から、ティリンタとも呼ばれる。
- 地図（Coordinates）: 北緯37度35分58秒 東経22度47分59秒 / 北緯37.59944度 東経22.79972度

ティリンスは青銅器時代の始まりから7,000年の間、丘砦だった。絶頂期は紀元前1400年から紀元前1200年の間だった。最も注目に値するのは、宮殿、サイクロプ式（en:Cyclopean masonry。巨石積み）の地下道、それにホメロスに「強力に囲まれたるティリンス」」と添え名させた壁である。古代、ティリンスはヘラクレスにまつわる神話と結びついていて、いくつかの言い伝えでは、ティリンスがヘラクレスの生地であるとされている。

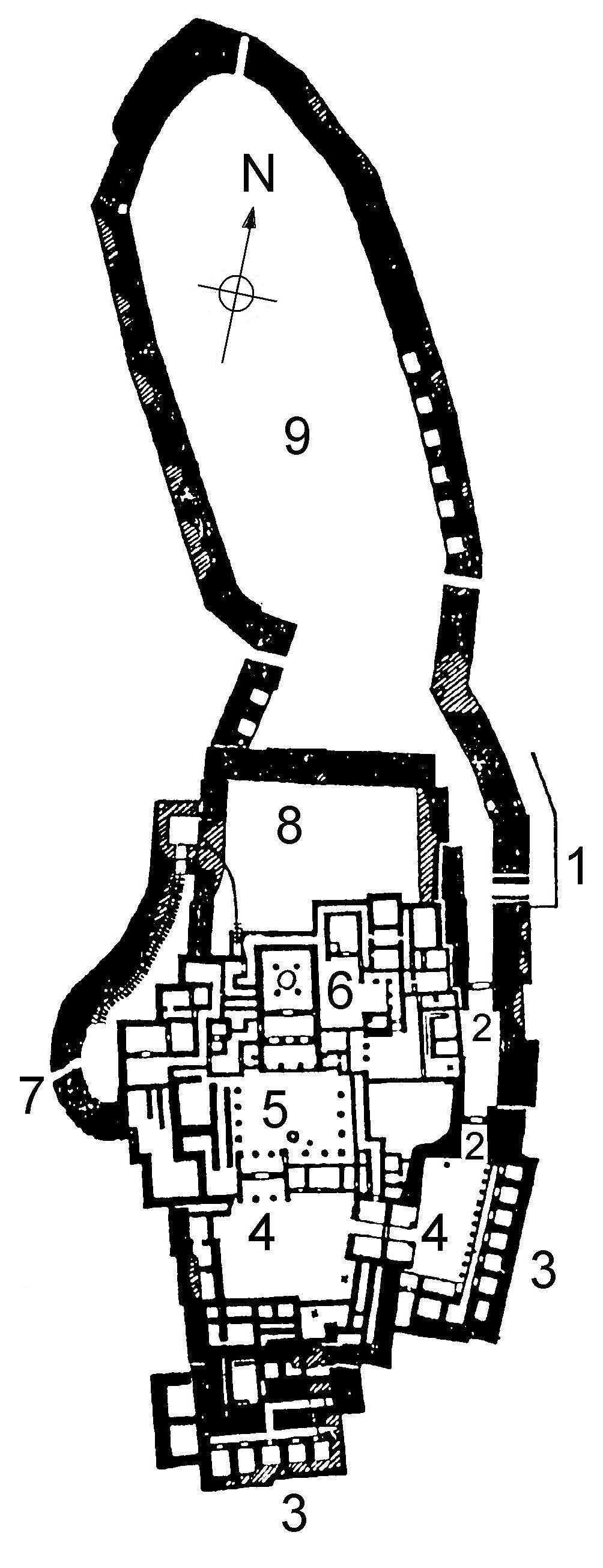
ティリンス発掘のプラン

有名なティリンス宮殿のメガロン（en:Megaron。大広間）は大きな客間と主室を有している。主室は、右壁に玉座があり、中央には屋根を支える4つのミノス様式の木の柱と、その柱に囲まれた炉床がある。メガロンの3つの壁のうち2つは、後のアルカイック時代（en:Archaic period in Greece。紀元前750年〜紀元前480年）に作られたヘーラー神殿に取り込まれた。
ティリンスはミケーネ文明の終わり（紀元前1150年頃）になって衰退し、2世紀にパウサニアスが訪れた時には既に寂れ果てていた。1884年から1885年にかけて、ハインリヒ・シュリーマンがティリンスを発掘し、現在もドイツ・アテネ考古学研究所（German Archaeological Institute at Athens）およびハイデルベルク大学による発掘が続けられている。
ティリンスは1999年に世界遺産の1つに登録された。